# Zone naturelle protégée de la Gorge-Caledonia
La zone naturelle protégée de la Gorge-Caledonia (anglais : Caledonia Gorge Protected Natural Area) est une zone naturelle protégée du Nouveau-Brunswick située dans le comté d'Albert. Elle protège la gorge escarpée du ruisseau Crooked et de ses affluents. Elle est située dans la réserve de biosphère de Fundy.

## Flore
La forêt de la Gorge-Caledonia est composée de feuillus tolérants, de pruche du Canada, de feuillus intolérants et de sapin baumier.

## Histoire
La zone naturelle protégée de la Gorge-Caledonia a été créée le 21 mars 2003. Elle a été incluse dans la zone tampon de la réserve de biosphère de Fundy en 2007.

## Infrastructure
Les infrastructures de la Gorge-Caledonia comprennent un belvédère et une aire de pique-nique. Un sentier de randonnée permet d'admirer la forêt environnante.